# Melomys aerosus
Melomys aerosus es una especie de roedor de la familia Muridae.

## Distribución geográfica
Se encuentra sólo en Indonesia. 